# مورین جنینگز
مورین جنینگز (انگلیسی: Maureen Jennings؛ ‏ زادهٔ ۱۹۳۹) نویسنده اهل کانادا است. وی دانش‌آموختهٔ «آکادمی سالتلی» بود و در سن ۱۷ سالگی به همراه مادرش به کانادا مهاجرت کرد. وی نخست در رشتهٔ روان‌شناسی دانشگاه ویندزور تحصیل و مدرک کارشناسی گرفت. سپس به دانشگاه تورنتو رفت و در رشتهٔ «ادبیات انگلیسی» مدرک کارشناسی ارشد گرفت. او مدتی استاد دانشگاه رایرسون بود و سپس مطب روان‌درمانی خود را برپا کرد. نخستین نوشته‌های موفق او «نمایشنامه‌های تئاتری» بود.
از فیلم‌هایی که وی در آن‌ها نقش داشته‌است، می‌توان به ماجراهای مرداک اشاره نمود.